# Райт, Бейли
Бе́йли Ко́лин Райт (англ. Bailey Colin Wright; 28 июля 1992, Мельбурн) — австралийский футболист, защитник сингапурского клуба «Лайон Сити Сейлорс». Выступал за сборную Австралии.

## Клубная карьера
Воспитанник целого ряда австралийских футбольных школ. В 2009 году перебрался в Англию, где продолжил заниматься футболом в молодёжной команде «Престон Норт Энд». В 2010 году дебютировал в профессиональном футболе в основной команде этого же клуба. В первом полном матче Райта за «Престон» его команда в Кубке Лиги разгромила со счётом 5:0 «Стокпорт Каунти». 13 декабря 2010 года Райт подписал 2,5-летний контракт с клубом.
5 марта 2011 года он дебютировал в чемпионате в матче против «Норвич Сити». Свой первый гол он забил 7 апреля 2012 года в ворота «Милтон-Кинс Донс». В сезоне 2012/13 его признали лучшим молодым игроком года в клубе. 1 мая 2013 года он подписал новый двухлетний контракт с возможным продлением на год.
В 2015 году Райт с «Престоном» выиграл плей-офф за повышение, победив 24 мая на «Уэмбли» со счётом 4:0 «Суиндон Таун».
6 января 2017 года было объявлено, что Райт присоединился к «Бристоль Сити» за неназванную сумму, подписав контракт на два с половиной года. 7 января он дебютировал в третьем раунде кубка Англии против «Флитвуд Таун». Он забил свой первый гол за «Бристоль Сити» 7 марта в матче с «Норвич Сити», соперники разошлись вничью 1:1. В начале сезона 2017/18 Райт стал капитаном клуба.
Райт в составе «Бристоль Сити» дошёл до полуфинала Кубка Лиги 2017/18, в ходе турнира клуб обошёл таких соперников из Премьер-лиги, как «Уотфорд», «Сток Сити», «Кристал Пэлас» и «Манчестер Юнайтед». Райт участвовал и в проигранном полуфинальном матче с лидером Премьер-лиги «Манчестер Сити». 5 января 2019 года Райт сыграл за «Бристоль Сити» в третьем раунде Кубка Англии, его команда одержала победу с минимальным счётом над представителем Премьер-лиги «Хаддерсфилд Таун». 21 января 2020 года Райт был отдан в аренду на полгода в «Сандерленд». В июле 2020 года по окончании действия контракта Райт покинул «Бристоль Сити».
2 августа 2020 года Райт подписал контракт с «Сандерлендом» на 2,5 года. 27 октября он забил первый гол за клуб в ворота «Рочдейла» (2:2).
31 января 2023 года, в последний день трансферного окна, Райт подписал арендное соглашение с другим клубом Чемпионшипа, «Ротерем Юнайтед». 1 июля «Сандерленд» объявил об уходе Райта из клуба.
9 июля 2023 года Райт подписал двухлетний контракт с правом продления на год с сингапурским клубом «Лайон Сити Сейлорс». Он дебютировал за клуб 11 июля в матче против брнейского ДПММ (выступает в чемпионате Сингапура), игра завершилась поражением со счётом 1:3. Вернувшись после дисквалификации из-за красной карточки, 31 июля Райт сделал дубль в матче с «Таньчжон Пагар Юнайтед» (победа 5:2). В своём первом сезоне в клубе Райт помог ему выиграть Кубок Сингапура 2023 года, 12 сентября в финале его клуб победил со счётом 3:1 «Хоуган Юнайтед».
4 мая 2024 года Райт вместе с клубом выиграл Суперкубка Сингапура, «Сейлорс» одержали победу со счётом 2:0 над «Альбирекс Ниигата Сингапур». 24 октября в матче Второй Лиги чемпионов АФК 2024/25 против индонезийского клуба «Персиб Бандунг» Райт сравнял счёт после подачи Максима Лестьенна, чем помог добыть выездную ничью 1:1. «Сейлорс» дошли до финала турнира, где проиграли «Шардже» со счётом 1:2.

## Выступления за сборные
В 2008 году дебютировал в составе юношеской сборной Австралии, принял участие в 3 играх на юношеском уровне.
В 2014 году, несмотря на отсутствие опыта игр за национальную сборную Австралии, был включён в её заявку для участия в финальной части чемпионата мира в Бразилии.
Райт дебютировал за сборную в товарищеском матче против Саудовской Аравии на «Крейвен Коттедж» в Лондоне, в этом же матче игрок забил первый гол за сборную.
Райт был в расширенной заявке Австралии на чемпионат мира по футболу 2018, но Берт ван Марвейк не включил его в окончательную заявку.
Райт вошёл в состав команды Грэма Арнольда на чемпионат мира по футболу 2022 в Катаре. 30 ноября 2022 года он вышел на замену в последнем матче группового этапа против Дании.

## Достижения
«Лайон Сити Сейлорс»
- Чемпион Сингапура: 2024/25[англ.]
- Обладатель Кубка Сингапура: 2023[англ.]
- Обладатель Суперкубка Сингапура: 2024